# Scratching

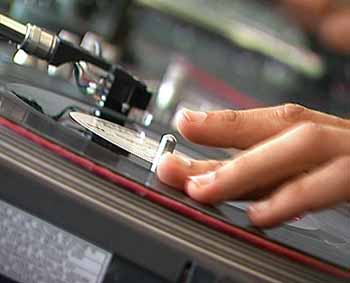
Scratching

Scratching, uttrycksform inom DJing, där discjockeyn drar skivan fram och tillbaka för att skapa ett skrapande ljud.